# Hymenidium nanum
Hymenidium nanum là một loài thực vật có hoa trong họ Hoa tán. Loài này được (Rupr.) Pimenov & Kljuykov mô tả khoa học đầu tiên năm 2000.